# Ioan-Aurel Pop
Ioan-Aurel Pop (Vasasszentiván, 1955. január 1. –) román történész, a Román Akadémia rendes tagja és 2018-tól az elnöke.

## Családja és tanulmányai
Pop a Kolozs megyei Vasasszentivánon született. A középiskolát Brassóban végezte, majd a kötelező katonai szolgálat letöltése után, 1975–1979 között a kolozsvári Babeș–Bolyai Tudományegyetem középkori történelmet tanult, ahol 1989-ben doktori fokozatot szerzett.
2010-ben Popot Traian Băsescu akkori román elnök a Kulturális Érdemrend lovagrenddel tüntette ki. 2015-ben megkapta a Románia Csillaga érdemrend lovagi fokozatát. 2020-ban Margit román királyi hercegnő a Románia Koronája érdemrend parancsnoki fokozatával tüntette ki.

## Pályafutása
Popot 1996-ban nevezték ki a Babeș–Bolyai Tudományegyetem történészprofesszorává. Azóta az egyetem középkori történelem és a premodern művészet története tanszékének elnöke. 2012 óta az egyetem rektora. 2018-ban a Román Akadémia elnökévé választották.
Munkássága a románok, valamint Közép-Európa és a Balkán középkori történetének kutatására összpontosít, beleértve a középkori román intézményeket, az erdélyi román-szláv politikai formációkat, az erdélyi románok és a Kárpátokon kívüli román tér kapcsolatát, a románokra gyakorolt bizánci hatást, Erdély és Közép- és Nyugat-Európa kapcsolatait, valamint Erdély etnikai és felekezeti szerkezetét.
Pop hírhedten nacionalista és protokronista. Lucian Boia, Történelem és mítosz a román tudatban című könyvének megjelenése után Pop válaszkönyvet adott ki, amelyben részben elutasította a bukaresti történész dekonstruktivista téziseit. Alternatív tankönyveket is kidolgozott a középiskolák számára.

## Szakmai kritikái
Munkásságát, és nemzetközi propagandista tevékenységét Kristó Gyula többször is kritizálta. Pop, román és angol nyelven, a 9-13. századi Erdélyről megjelent "Románok és magyarok a 9. századtól a 14. századig. Az erdélyi középkori állam kialakulása" című monográfiája, a Stefan Pascu féle mindent elrománosító történelemszemléletet követi. A műnek már a címe is félrevezető, hiszen azt sugallja, hogy a középkori Erdélyben román államiság létezett. A kötet fele a "dákorománoktól" a románokig vezető utat mutatja be, tárgyalja a románok etnikai, vallási, és politikai identitását az első évezred végén, majd felvázolja a magyarok útját az Uráltól a Kárpát-medencéig. A kötet több mint negyede foglalkozik soha nem létezett, de Pop által valóságosként bemutatott 9-11. század közötti román államalakulatokkal, politikai struktúrákkal. Így Anonymus Gesta Hungaroruma alapján bemutatja "Menumorut" (Ménmarót), Glad, Ahtum~Ohtum (Ajtony), Gelou~Geula (Gyalu és gyula összemosva) fejedelemségeit. A könyvben alig 20% jut a 11-13. századnak, vagyis Erdély magyarok által történt meghódítása időszakának, de még ebből is jókora terjedelmet foglal el az olyan burkoltan magyarellenes témák kifejtése, mint a "román intézmények" megőrzése és védelme, az új magyar uralom időszakában. Pop, művének zárómondataiban immár nyíltan is felfedi magyarellenességét: „e könyvnek nem az a célja, hogy megmagyarázza Erdély, Románia szerves része jelen etnikai és politikai helyzetét. A kötet a történelem egy szeletével foglalkozik csak a 9-13. század között, amikor a Románia területén kialakuló államokat a magyarok megtámadták és fokozatosan leigázták egészen a Kárpátokig.” Pop forrásokat nélkülöző, szándékos ferdítéseinek puszta felsorolása is hét oldalt tett ki Gáll Erwin, Erdély kora-középkori története és a magyar honfoglalás egy román történész szemszögéből című írásában.

## Ügynöki tevékenysége

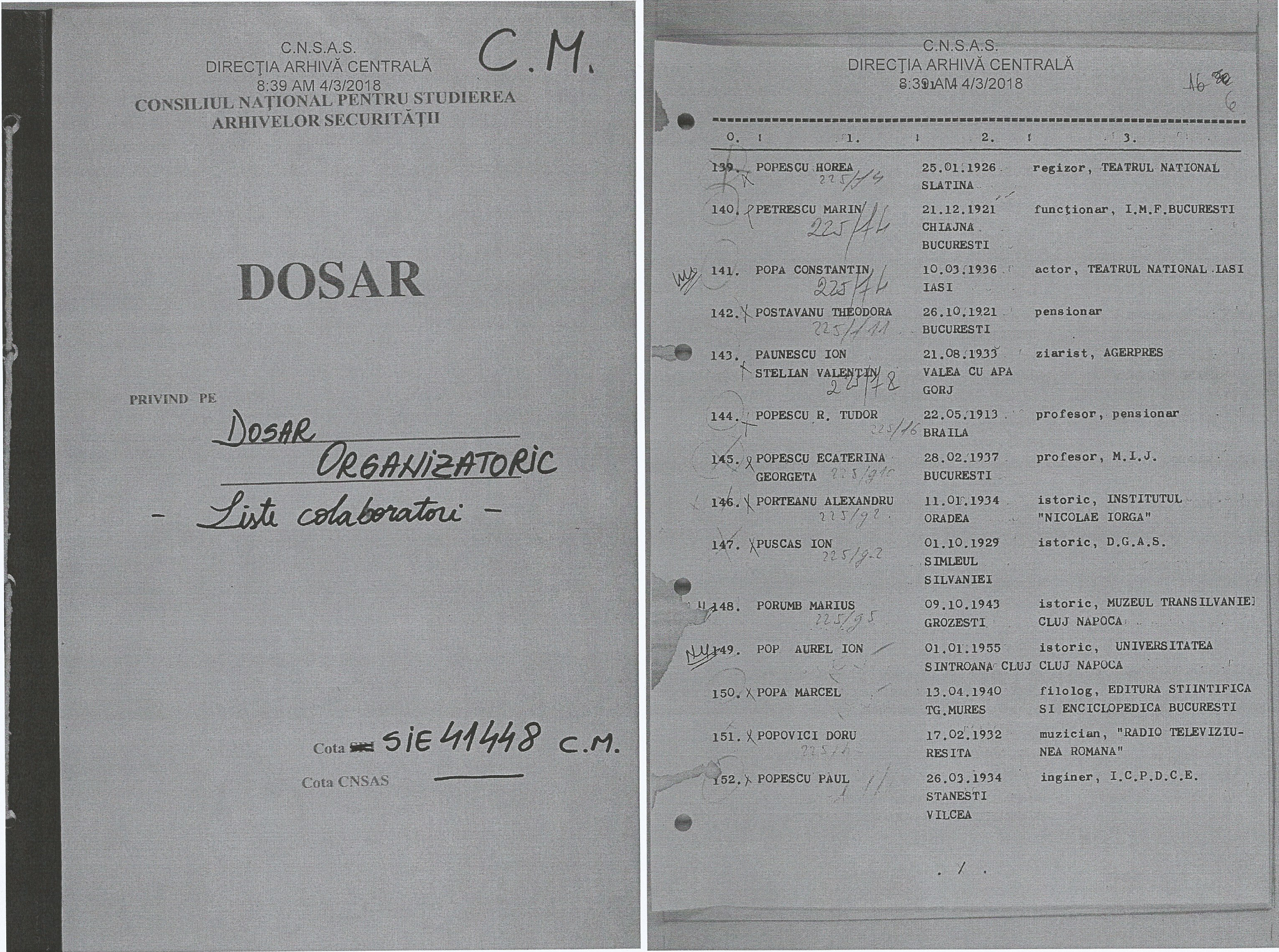
Pop neve is szerepel ezen a besúgókat listázó 1985-ös dokumentumon.

Mădălin Hodor történész kutatásaiból kiderült, hogy több, azóta magas karriert befutott történész és újságíró mellett, Ioan-Aurel Pop is a titkosszolgálatok ügynökeként tevékenykedett a kommunista rezsim alatt, és szorosan együttműködött a különböző hírszerző- és propagandatevékenységet végző román szervezetekkel.

## Fordítás
Ez a szócikk részben vagy egészben  az   Ioan-Aurel Pop című angol Wikipédia-szócikk ezen változatának fordításán alapul.  Az eredeti cikk szerkesztőit annak laptörténete sorolja fel. Ez a jelzés csupán a megfogalmazás eredetét és a szerzői jogokat jelzi, nem szolgál a cikkben szereplő információk forrásmegjelöléseként.